# Maison John Sowden
La maison John Sowden est l’œuvre de l’architecte Lloyd Wright, le fils aîné de Frank Lloyd Wright. Elle est située à Los Angeles, en Californie, au 5121 Franklin Avenue. Elle est placée sur le Registre national des lieux historiques.

## Histoire
Le peintre et photographe John Sowden a chargé son ami Lloyd Wright de concevoir cette résidence qui fut achevée en 1926. Elle est surnommée Jaws House (« la maison des mâchoires ») car sa façade évoque la gueule ouverte d’un requin (il s'agit de blocs de béton « tissés »). Elle comporte des éléments d’inspiration néo-maya.
Le bâtiment garantit à la fois une intimité par rapport à la rue tout en ayant un intérieur ouvert permettant d'organiser des réceptions. Il compte alors sept chambres et quatre salles de bains (contre quatre chambres et cinq salles de bains de nos jours). Le patio est ainsi recouvert de gazons afin que les invités puissent s'asseoir dessus. La pièce nord, actuellement une chambre, était à l'origine occupée par une scène et un écran de cinéma amovible.
Entre 1945 et décembre 1950, la maison appartient au docteur George Hodel, un chirurgien qui effectue plusieurs rénovations. Il y vit avec sa famille mais louait régulièrement une partie des pièces à des artistes, des mannequins ou des starlettes. Personnage sulfureux qui fréquentait des personnalités, réalisait des avortements et avait une vie sexuelle intense, il est accusé d'avoir violé sa fille mais fut acquitté après avoir versé un pot-de-vin. Il est également l'un des suspects de l'affaire du Dahlia noir. La police pose même des micros dans la maison. Il finit par vendre la maison après qu'un policier lui a conseillé de quitter la ville ; il s'installe alors en Asie. Mort en 1999, il est admis qu'il fut un tueur en série de jeunes femmes, notamment grâce au travail de recherche de son fils, détective privé et ancien enquêteur de la police de Los Angeles, qui avait vécu dans cette maison avec son père lorsqu'il était enfant.
Elle est entièrement rénovée entre 2002 et 2007 et depuis louée pour y passer la nuit, organiser des évènements ou tourner des films et des publicités.

## Au cinéma
- Dans Les Aventures de Rocketeer (1991), réalisé par Joe Johnston, la maison John Sowden est la résidence de l’acteur Neville Sinclair.
- Dans L.A. Confidential (1997), le personnage joué par Kevin Spacey y meurt[1].
- Dans Aviator (2004) réalisé par Martin Scorsese, la maison John Sowden est la résidence d’Ava Gardner[1].

## Galerie photographique

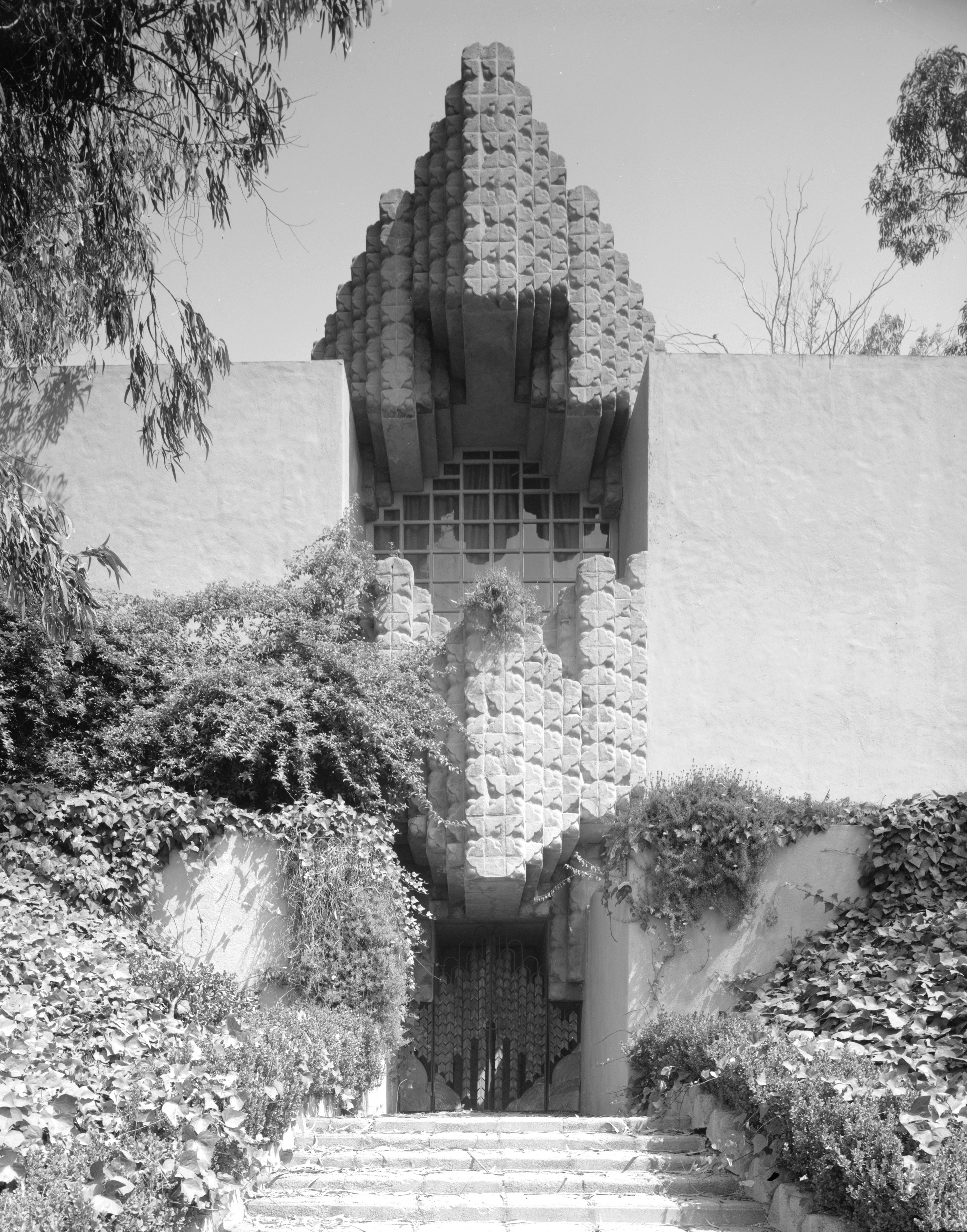
La maison en 1940.
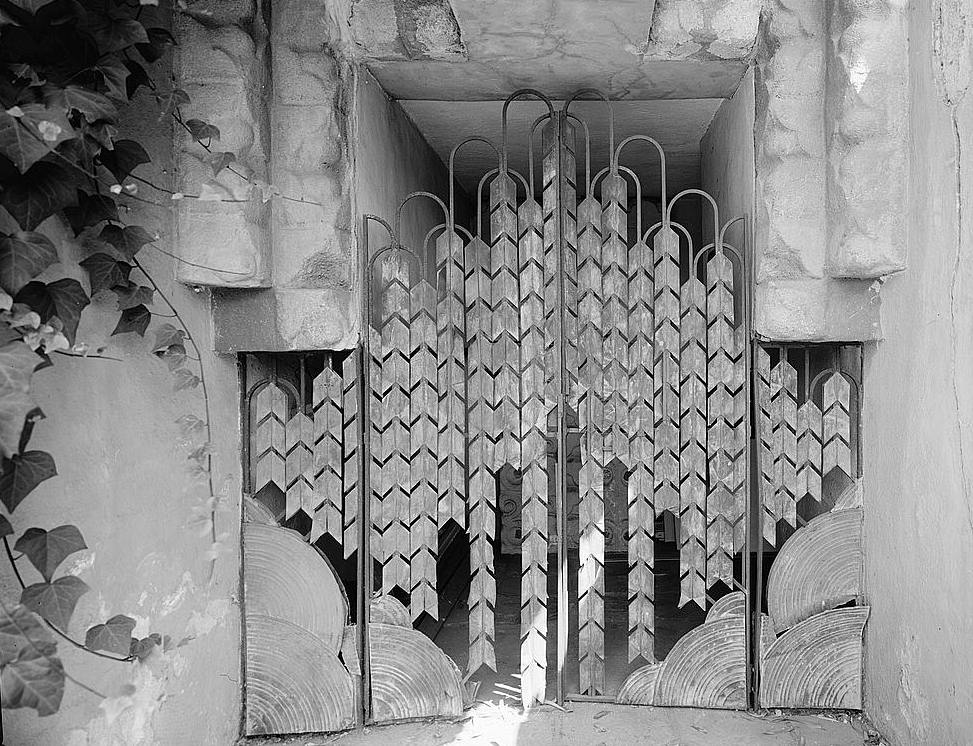
Le portail de la maison.
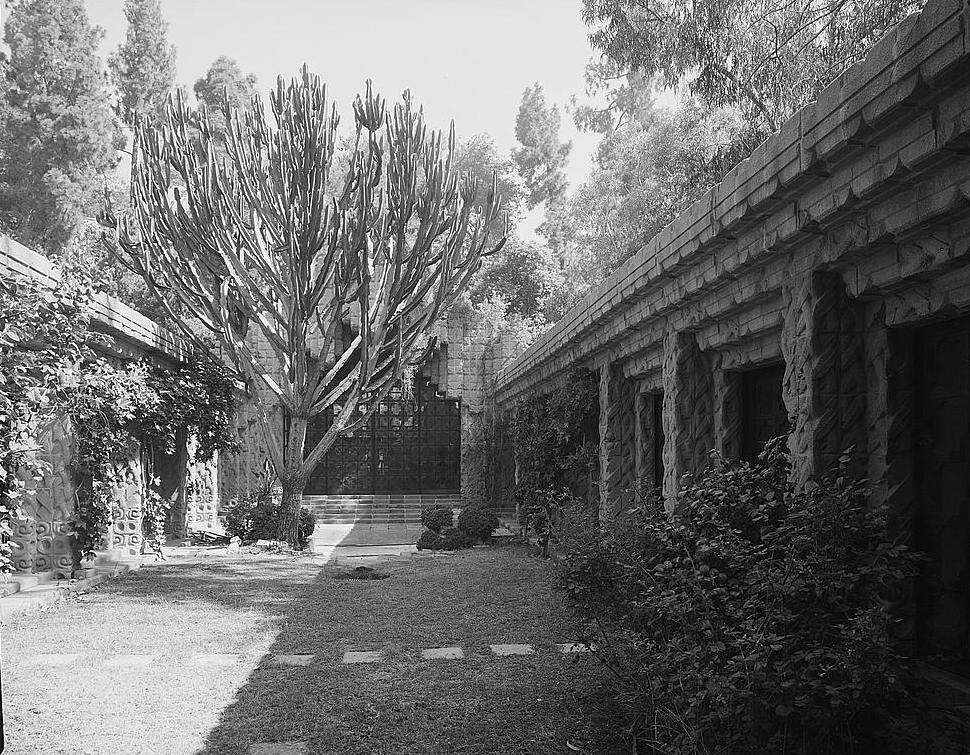